# Kenneth Morris

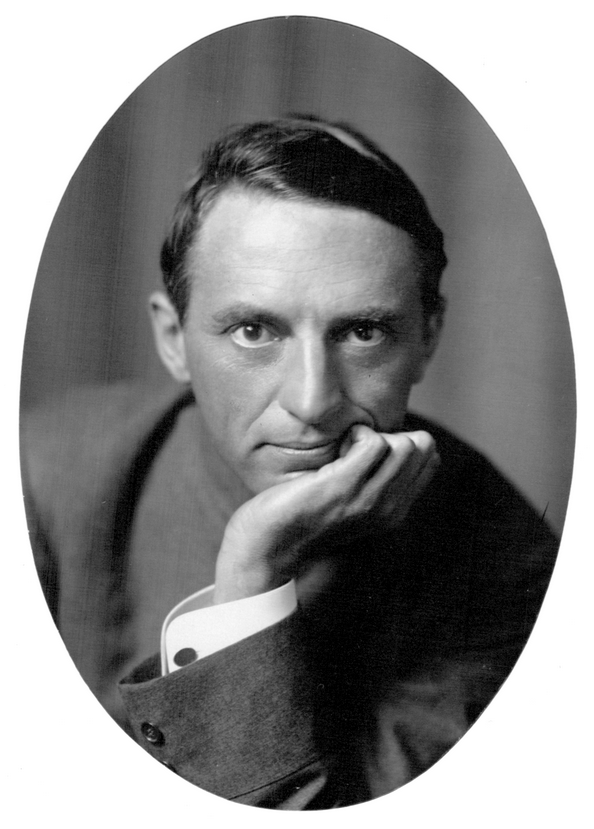
Kenneth Morris

Kenneth Vennor Morris (walisisch: Cenydd Morus) (* 31. Juli 1879 in Pontamman (bei Ammanford), Carmarthenshire, Wales, Großbritannien; † 21. April 1937 in Cardiff, Wales) war ein britischer Autor und Theosoph.

## Leben und Wirken
Morris wurde am 31. Juli 1879 im kleinen walisischen Dorf Pontamman bei Ammanford in der Grafschaft Carmarthenshire geboren. Nach dem Tod des Vaters 1884 und Großvaters 1885, zog die Mutter Rosa Morris mit ihren zwei Kindern nach London. Von 1887 bis 1895 besuchte er dort die Internatsschule Christ's Hospital. Bei einem Besuch in Dublin 1896 kam er in Kontakt mit einem Zirkel von Autoren und Mystikern, unter anderem William Butler Yeats, George William Russell, Violet North (Ehefrau von Russell) und Ella Young, allesamt Mitglieder der Dublin-Loge der Theosophischen Gesellschaft in Amerika (TGinA). Begeistert von diesem Umfeld, trat er sogleich der Theosophischen Gesellschaft bei und begann selbst kleinere Gedichte und Geschichten zu schreiben. Diese veröffentlichte er in mehreren theosophischen Zeitschriften.
Als er nach einigen Monaten nach Wales zurückkehren musste, trat er der Cardiff-Loge der TGinA bei, hier setzte er seine Schreibtätigkeit fort. Im Zuge der Beschäftigung mit theosophischen Themen, wurde er auf die von Katherine Tingley ins Leben gerufene theosophische Community Lomaland in Kalifornien aufmerksam. Nach einem Briefwechsel mit Tingley, bot diese ihm einen Führungsposten bei der TGinA an. Morris sagte zu und reiste nach Point Loma, wo er im Januar 1908 eintraf. In Lomaland begann er als Lehrer für Geschichte und Literatur an der dortigen Raya-Yoga-Schule zu arbeiten. Hier schrieb er in den nächsten 22 Jahren eine Reihe von Romanen, Gedichten, Geschichten und Fantasy – sein Hauptwerk. Einige Werke veröffentlichte er unter der walisischen Übersetzung seines Namens Cenydd Morus.
Nach dem Tod Tingleys 1929 brachte die Weltwirtschaftskrise im selben Jahr die TGinA nahe an den Bankrott. Nur durch drastische Sparmaßnahmen von Gottfried de Purucker, dem Nachfolger Tingleys, konnte die TGinA überleben. Eine dieser Maßnahmen war, dass Purucker alle nur irgendwie entbehrlichen Mitarbeiter, mehr oder weniger freiwillig, zum Verlassen von Lomaland aufforderte. So verließ 1930 auch Morris Kalifornien und übersiedelte wieder nach Wales. Hier gründete er für die TGinA mehrere theosophische Logen und rief die monatlich erscheinende Zeitschrift Welsh Theosophical Forum ins Leben.
Zeit seines Lebens von schwacher Gesundheit, musste Morris im April 1937 wegen Schilddrüsenproblemen ein Krankenhaus in Cardiff aufsuchen. Ohne Behandlung gaben ihm die Ärzte nur mehr ein Jahr und so entschied er sich für eine risikoreiche Operation, welche am 20. April 1937 durchgeführt wurde. Nach dem Eingriff erlangte er für wenige Minuten das Bewusstsein, um danach ins Koma zu fallen. Er starb am nächsten Morgen, dem 21. April 1937, ohne das Bewusstsein wiedererlangt zu haben.
Ursula K. Le Guin bezeichnete Morris, neben Eric Rucker Eddison und J. R. R. Tolkien, als einen der drei bedeutendsten Fantasyautoren des 20. Jahrhunderts.

## Werke (Auswahl)
- Book of the three dragons. Cold Spring Press, Cold Spring Harbor 2004, ISBN 1593600275.
- Der Smaragddrache. Fischer-Verlag, Frankfurt a. M. 1996, ISBN 3-596-13326-2.
- Dragon path. TOR, New York 1995, ISBN 0312853092.
- Golden threads in the tapestry of history. Point Loma Publications, San Diego 1975, ISBN 0913004278.
- The fates of the Princes of Dyfed. Newcastle Publishing Co., North Hollywood 1978, ISBN 087877114X.